# La station Saint-Martin est fermée au public
 (mars 2017).
La station Saint-Martin est fermée au public est un roman de l'écrivain français Joseph Bialot paru en 2004.

## Résumé
Dans le roman, Joseph Bialot témoigne entre autres de sa libération du camp d'Auschwitz, 60 ans plus tard.
Au cours d'un entretien avec Olivier Barrot, au Musée d'art et d'histoire du judaïsme à Paris, l'auteur précise que son récit est tiré « d'une histoire absolument authentique ». 

## Personnages
- Alex : personnage principal.
- Agnès : jeune infirmière qui veille tout particulièrement sur Alex.
- Clotilde : rescapée de la Seconde Guerre mondiale, suicidaire qui se trouve dans le même service neurologique qu'Alex.
- Le personnel médical de l'hôpital de Metz.
- Sa sœur
- Sa mère